# Desperate Intruder
Desperate Intruder is, volgens de originele uitzending, de achtste aflevering van Thunderbirds, de Supermarionation televisieserie van Gerry Anderson. De aflevering werd voor het eerst uitgezonden op ATV Midlands op 18 november 1965.
De aflevering was echter de 17e die geproduceerd werd. Derhalve wordt de aflevering tegenwoordig vaak als 17e aflevering in de serie uitgezonden.

## Verhaal
The Hood is erachter gekomen dat International Rescue binnenkort zal proberen in het Anastameer in Egypte een verzonken tempel te vinden en de rijkdommen daar veilig te stellen. Vanuit zijn tempel in Maleisië dwingt hij met zijn hypnotische krachten Kyrano te onthullen wanneer deze missie plaats zal vinden. Vervolgens vertrekt Hood zelf ook naar Egypte.
Brains en Tin-Tin zijn degenen die op zoek gaan naar de tempel. Ze worden met Thunderbird 2 naar Egypte gebracht en reizen met een jeep en twee caravans naar de plek waar ze hebben afgesproken met het derde lid van de expeditie, Professor Blakely van het internationale archeologiemuseum. Ondertussen arriveert Hood bij het Anastameer, en laadt vanuit zijn truck een kleine eenpersoons duikboot het meer in.
Brains en Tin-Tin besluiten na aankomst bij het meer meteen te gaan duiken, niet wetende dat Hood hen in de gaten houdt. Brains hakt een stuk uit de centrale pilaar van de tempel voor onderzoek. Dit onderzoek bevestigt hun vermoeden dat er een schat verborgen is in de centrale pilaar.
Die nacht klopt The Hood, vermomd als arabier, aan bij de caravans van Brains, Tin-Tin en Professor Blakely. Wanneer Brains de deur opent, schakelt Hood hem uit met zijn hypnotische blik. Op Tracy Eiland ontstaat bezorgdheid wanneer men geen contact meer kan krijgen met de caravans. Wanneer Brains bijkomt, is hij tot aan zijn nek begraven in het zand. In de caravans liggen Tin-Tin en Blakely nog altijd bewusteloos na ook door Hood te zijn bezocht. Hood eist van Brains de locatie van de schat, maar Brains raakt het bewustzijn kwijt door hitte en uitdroging.
Jeff, nog altijd niet in staat contact de krijgen met de Anasta-basis, stuurt Thunderbird 1 en 2 eropuit voor nader onderzoek. Scott ontdekt bij aankomst Brains en redt hem, terwijl Virgil Tin-Tin bijbrengt. The Hood maakt van de situatie gebruik om vanuit zijn duikboot foto’s te nemen van de Thunderbirdmachines.
Jeff beveelt dat al het International Rescue-personeel terug moet komen naar de basis zodra professor Blakely, nog altijd bewusteloos, naar het ziekenhuis is gebracht. Scott ontdekt dankzij de cameradetector van Thunderbird 1 dat er foto’s gemaakt zijn. Brains beseft dat International Rescue in een val gelopen is. Hij concludeert ook dat hun vijand, wie dat dan ook mag zijn, zich enkel in het meer schuil kan houden. Die nacht gaat hij alleen het meer in, in de hoop iets te ontdekken. Hood ontdekt Brains, confronteert hem, en schakelt hem wederom uit met zijn hypnotische blik. Daarna blaast hij de tempel op en begraaft Brains onder het puin.
Gordon lanceert Thunderbird 4 en vindt Brains, die vastzit onder een pilaar met nog maar weinig zuurstof. Voordat hij iets kan ondernemen wordt hij onder vuur genomen door Hoods duikboot. Gordon kan de raket ontwijken en schiet terug, waarbij hij Hoods duikboot vernietigt. Hood kan ontkomen via de luchtsluis van zijn duikboot. Scott komt het meer in met een zogenaamde “hydrostatic hoist”, een ballon die gebruikt wordt om de pilaar op te tillen en Brains in veiligheid te brengen.
Enige tijd later bezoeken Brains en Tin-Tin Blakely in het ziekenhuis. Wanneer hij hen wil uitnodigen voor nog een schattenjacht in het Caribische gebied, vertrekken de twee snel. Volgens Blakely zijn ze niet gewend aan spanning en avontuur.

## Rolverdeling

### Reguliere stemacteurs
- Jeff Tracy — Peter Dyneley
- Scott Tracy — Shane Rimmer
- Virgil Tracy — David Holliday
- Gordon Tracy — David Graham
- John Tracy — Ray Barrett
- Oma Tracy — Christine Finn
- Brains — David Graham
- Tin-Tin — Christine Finn
- Kyrano — David Graham
- The Hood — Ray Barrett

### Gastrollen
- Professor Blakely — Peter Dyneley
- Hassan Ali — David Graham

## Machines
De machines en voertuigen gebruikt in deze aflevering zijn:
- Thunderbird 1
- Thunderbird 2 (met capsules 4 en 5)
- Thunderbird 4
- Desert Jeep
- Transporter Vehicle
- 3E Duikboot
- Helijet
- Hydrostatic hoist

## Fouten
- Wanneer Hood Brains hypnotiseert in diens caravan, verdwijnt Brains’ bril opeens tussen het moment dat hij flauw begint te vallen en het moment dat hij daadwerkelijk op de grond valt.

## Trivia
- Desperate Intruder is de aflevering met de minste bijpersonages. Naast de hoofdpersonen doen slechts twee extra personen mee (Professor Blakely en Hassan Ali).
- Brains' woestijnjeep is een iets aangepaste versie van Wilson en Lindsays woestijnjeep uit de aflevering The Uninvited.
- Tin-Tin draagt in deze aflevering hetzelfde duikpak als in Edge of Impact.